# Gary Payton
Gary Dwayne Payton (Oakland, 23 de julho de 1968) é um ex-jogador norte-americano de basquete. Jogou na NBA por dezessete anos, vestindo a camisa do Seattle SuperSonics (treze temporadas), do Milwaukee Bucks, do Los Angeles Lakers, do Boston Celtics e do Miami Heat. 
Foi considerado um dos maiores armadores da história da liga e um dos mais completos, em termos de aptidões em quadra. Ele foi selecionado para o NBA All-Defensive First Team nove vezes, um recorde na NBA que ele compartilha com Michael Jordan, Kevin Garnett e Kobe Bryant. Ele também foi nove vezes NBA All-Star e nove vezes All-NBA Team.
Seu filho, Gary Payton II, também se tornou jogador de basquete, sendo campeão da NBA em 2022. Com isso, se tornaram a quinta dupla de pai e filho campeões na história da liga norte-americana.

## Carreira

### Seattle SuperSonics
Payton é famoso por sua longa permanência no Seattle SuperSonics, onde ganhou sua reputação de grande defensor, vencendo, inclusive, o prêmio de defensor da temporada 1995-96. Ele foi o único armador a vencer tal prêmio na história da NBA. Sua ótima defesa o rendeu seu apelido, "The Glove" (A Luva), dado por seu primo em 1993. Na ocasião, o Sonics de Payton enfrentava o Phoenix Suns nas finais da conferência oeste, então, seu primo o disse por telefone que ele estava segurando o armador adversário Kevin Johnson como uma luva faz com uma bola de baseball.
Gary tem um título da NBA, vencido em 2006, quando jogava pelo Miami Heat.

## Estatísticas
| † | Campeão da NBA |
|   | Lider da liga  |

### Temporada regular
| Ano       | Equipe      | PJ   | PT   | MPP  | %TC  | %3P  | %TL   | RPP | APP | ROB | TPP | PPP  |
| --------- | ----------- | ---- | ---- | ---- | ---- | ---- | ----- | --- | --- | --- | --- | ---- |
| 1990-91   | Seattle     | 82   | 82   | 27.4 | .450 | .077 | .711  | 3.0 | 6.4 | 2.0 | .2  | 7.2  |
| 1991-92   | Seattle     | 81   | 79   | 31.5 | .451 | .130 | .669  | 3.6 | 6.2 | 1.8 | .3  | 9.4  |
| 1992-93   | Seattle     | 82   | 82   | 31.1 | .494 | .206 | .770  | 3.4 | 4.9 | 2.2 | .3  | 13.5 |
| 1993-94   | Seattle     | 82   | 82   | 35.1 | .504 | .278 | .595  | 3.3 | 6.0 | 2.3 | .2  | 16.5 |
| 1994-95   | Seattle     | 82   | 82   | 36.8 | .509 | .302 | .716  | 3.4 | 7.1 | 2.5 | .2  | 20.6 |
| 1995-96   | Seattle     | 81   | 81   | 39.0 | .484 | .328 | .748  | 4.2 | 7.5 | 2.9 | .2  | 19.3 |
| 1996-97   | Seattle     | 82   | 82   | 39.2 | .476 | .313 | .715  | 4.6 | 7.1 | 2.4 | .2  | 21.8 |
| 1997-98   | Seattle     | 82   | 82   | 38.4 | .453 | .338 | .744  | 4.6 | 8.3 | 2.3 | .2  | 19.2 |
| 1998-99   | Seattle     | 50   | 50   | 40.2 | .434 | .295 | .721  | 4.9 | 8.7 | 2.2 | .2  | 21.7 |
| 1999-2000 | Seattle     | 82   | 82   | 41.8 | .448 | .340 | .735  | 6.5 | 8.9 | 1.9 | .2  | 24.2 |
| 2000-01   | Seattle     | 79   | 79   | 41.1 | .456 | .375 | .766  | 4.6 | 8.1 | 1.6 | .3  | 23.1 |
| 2001-02   | Seattle     | 82   | 82   | 40.3 | .467 | .314 | .797  | 4.8 | 9.0 | 1.6 | .3  | 22.1 |
| 2002-03   | Seattle     | 52   | 52   | 40.8 | .448 | .298 | .692  | 4.8 | 8.8 | 1.8 | .2  | 20.8 |
| 2002–03   | Milwaukee   | 28   | 28   | 38.8 | .466 | .294 | .746  | 3.1 | 7.4 | 1.4 | .3  | 19.6 |
| 2003-04   | L.A. Lakers | 82   | 82   | 34.5 | .471 | .333 | .714  | 4.2 | 5.5 | 1.2 | .2  | 14.6 |
| 2004-05   | Boston      | 77   | 77   | 33.0 | .468 | .326 | .761  | 3.1 | 6.1 | 1.1 | .2  | 11.3 |
| 2005-06†  | Miami       | 81   | 25   | 28.5 | .420 | .287 | .794  | 2.9 | 3.2 | .9  | .1  | 7.7  |
| 2006-07   | Miami       | 68   | 28   | 22.1 | .393 | .260 | .667  | 1.9 | 3.0 | .6  | .0  | 5.3  |
| Total     | Total       | 1335 | 1233 | 35.3 | .466 | .317 | .729  | 3.9 | 6.7 | 1.8 | .2  | 16.3 |
| All-Star  | All-Star    | 9    | 2    | 20.8 | .436 | .273 | 1.000 | 3.3 | 8.1 | 2.1 | .0  | 9.4  |

### Playoffs
| Ano    | Equipe      | PJ  | PT  | MPP  | %TC  | %3P  | %TL   | RPP | APP | ROB | TPP | PPP  |
| ------ | ----------- | --- | --- | ---- | ---- | ---- | ----- | --- | --- | --- | --- | ---- |
| 1991   | Seattle     | 5   | 5   | 27.0 | .407 | .000 | 1.000 | 2.6 | 6.4 | 1.6 | .2  | 4.8  |
| 1992   | Seattle     | 8   | 8   | 27.6 | .466 | .000 | .583  | 2.6 | 4.8 | 1.0 | .3  | 7.6  |
| 1993   | Seattle     | 19  | 19  | 31.8 | .443 | .167 | .676  | 3.3 | 3.7 | 1.8 | .2  | 12.3 |
| 1994   | Seattle     | 5   | 5   | 36.2 | .493 | .333 | .421  | 3.4 | 5.6 | 1.6 | .4  | 15.8 |
| 1995   | Seattle     | 4   | 4   | 43.0 | .478 | .200 | .417  | 2.5 | 5.3 | 1.3 | .0  | 17.8 |
| 1996   | Seattle     | 21  | 21  | 43.4 | .485 | .410 | .633  | 5.1 | 6.8 | 1.8 | .3  | 20.7 |
| 1997   | Seattle     | 12  | 12  | 45.5 | .412 | .333 | .820  | 5.4 | 8.7 | 2.2 | .3  | 23.8 |
| 1998   | Seattle     | 10  | 10  | 42.8 | .475 | .380 | .940  | 3.4 | 7.0 | 1.8 | .1  | 24.0 |
| 2000   | Seattle     | 5   | 5   | 44.2 | .442 | .391 | .769  | 7.6 | 7.4 | 1.8 | .2  | 25.8 |
| 2002   | Seattle     | 5   | 5   | 41.4 | .425 | .267 | .586  | 8.6 | 5.8 | .6  | .4  | 22.2 |
| 2003   | Milwaukee   | 6   | 6   | 41.8 | .429 | .067 | .700  | 3.0 | 8.7 | 1.3 | .2  | 18.5 |
| 2004   | L.A. Lakers | 22  | 22  | 35.1 | .366 | .250 | .750  | 3.3 | 5.3 | 1.0 | .2  | 7.8  |
| 2005   | Boston      | 7   | 7   | 34.1 | .446 | .071 | .833  | 4.1 | 4.6 | .9  | .1  | 10.3 |
| 2006†  | Miami       | 23  | 0   | 24.3 | .422 | .293 | .720  | 1.7 | 1.6 | 1.0 | .1  | 5.8  |
| 2007   | Miami       | 2   | 0   | 16.0 | .000 | .000 | –     | 2.0 | 1.5 | .0  | .0  | .0   |
| Career | Career      | 154 | 129 | 35.6 | .441 | .315 | .706  | 3.7 | 5.3 | 1.4 | .2  | 14.0 |

## Prêmios e Homenagens
- Membro do Basketball Hall of Fame
- Campeão da NBA: 2006
- NBA Defensive Player of The Year: 1996
- 9x NBA All-Star: 1994, 1995, 1996, 1997, 1998, 2000, 2001, 2002, 2003
- 9x All-NBA Team:
  - Primeiro Time: 1998, 2000
  - Segundo Time: 1995, 1996, 1997, 1999, 2002
  - Terceiro Time: 1994, 2001
- 9x NBA All-Defensive Team: 1994, 1995, 1996, 1997, 1998, 1999, 2000, 2001, 2002
- NBA All-Rookie Second Team: 1991
- 75 grandes jogadores da história da NBA: 2021
- Líder da NBA em roubos de bola: 1995–96 (231)
- Líder da NBA em cestas de três pontos: 1999–2000 (177)